# Jorn Steinbach
Jorn Steinbach (Gand, 20 gennaio 1989) è un ex cestista belga.

## Carriera
Con il Belgio ha disputato i Campionati europei del 2011.

## Palmarès

### Individuale
- Stella nascente del campionato belga: 1

Okapi Aalstar: 2009-10